# Dolmen de Caseta de las Brujas
Le dolmen de Caseta de las Brujas (en français : « dolmen de la maison des sorcières »), aussi appelé dolmen d'Ibirque et dolmen de Lasaosa, est un dolmen situé dans la commune de Sabiñánigo, dans la province de Huesca, en Aragon, en Espagne.

## Situation
Le dolmen se trouve à proximité du village inhabité d'Ibirque, lui-même proche des villages de Nocito et de Lasaosa. Il se situe à environ 1 350 mètres d'altitude. De son emplacement, il est possible par beau temps de voir au sud la Sierra de Guara et au nord le massif du Mont-Perdu.

## Description
Le dolmen se compose d'une chambre intérieure simple, de forme rectangulaire, et d'un tumulus.